# KM131 Jeep
El Jeep KM131, alternativamente K131 o KM420, es un vehículo utilitario ligero fabricado por Kia Motors en Corea del Sur. El Jeep Kia KM131 fue diseñado y desarrollado por Asia Motors, y comenzó a proporcionárselo al Ejército de la República de Corea en 1997 como reemplazo de su predecesor, el Jeep KM111, debido a su deterioro bajo Kia Motors; su versión civil es bien conocida como Kia Retona y comenzó a venderse en 1998 hasta 2003. Los vehículos de la serie 42 tienen una capacidad de 1/4 de tonelada y están disponibles en varias configuraciones, desde 1997. Una versión de juguete se vende como parte de un juego de construcción más grande de Oxford Toy en Corea del Sur.

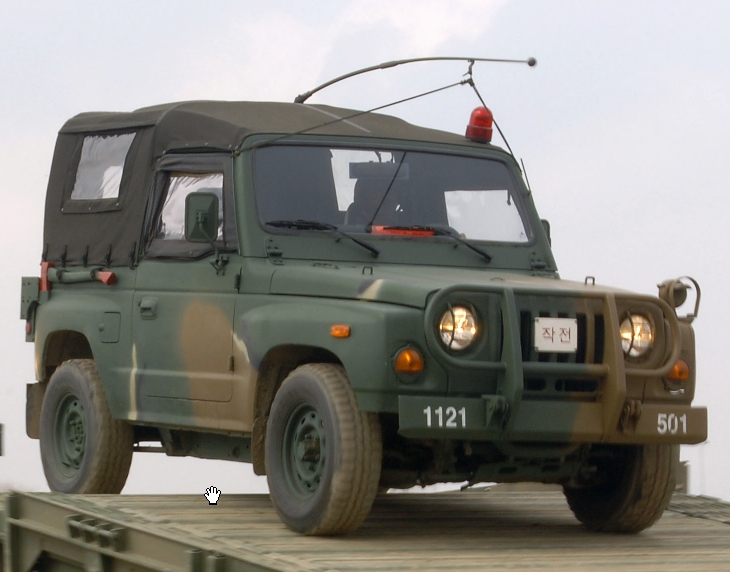
KM-131.

## Operadores
- [3]
- - Marina de Guerra del Perú
- - Fuerza Aérea de Chile